# Шевченко, Таня
Таня Шевченко (нем. Tanja Szewczenko; род. 26 июля 1977, Дюссельдорф) — немецкая фигуристка, выступавшая в одиночном разряде. Неоднократный призёр международных соревнований по фигурному катанию, трёхкратная чемпионка Германии. В настоящее время модель, актриса и телеведущая.

## Биография
Выросла Таня в небогатой семье, её воспитанием занималась большей частью бабушка. Фигурным катанием начала заниматься с четырёхлетнего возраста. В тринадцать лет начала выступать на взрослых чемпионатах Германии. К тому времени она тренировалась в земельном центре олимпийской подготовки в Дортмунде, у опытного тренера Петера Майера. Самым удачным был для Тани сезон 1994 года: чемпионка Германии, шестое место на Олимпиаде в Лиллехаммере и бронзовая медаль на первенстве мира в Японии.
Вследствие своих достижений Таня Шевченко стала достаточно известна, и начала принимать активное участие в телешоу. Сменила тренера на Петера Йонаса и переехала в федеральный центр олимпийской подготовки фигуристов Оберстдорф. Из-за травм и болезни не выходила на лёд более 19 месяцев.
К осени 1997 года вернулась в большой спорт. Она выиграла два этапа серии ИСУ в Германии и Японии и, показав лучшую произвольную программу в своей карьере, стала второй на финальном турнире серии в Мюнхене. На первенстве Европы 1998 года в Милане она добилась бронзовой медали, что называется, на последнем дыхании. На Олимпиаде в Нагано не выступила из-за гриппа, на чемпионате мира в Миннеаполисе заняла девятое место.
В 1999 и 2007 снялась для немецкого издания журнала «Плейбой» (апрельский и мартовский номера, соответственно).
В 2000 году завершила спортивную карьеру. С 2002 по 2005 годы снималась в мыльной опере «Между нами», с 2006 по 2009 годы — в сериале «Всё, что имеет значение».
В 2003 году выступала в телешоу «Promiboxen» (нем. Бокс знаменитостей).

## Личная жизнь
25 февраля 2011 года у Шевченко и её гражданского мужа Нормана Йешке родилась дочь, которую назвали Йона Валентина. 27 апреля 2021 года у пары родились сыновья-близнецы, которых назвали Лео и Луис.

## Спортивные достижения
| Соревнования/Сезон            | 1992—1993 | 1993—1994 | 1994—1995 | 1995—1996 | 1997—1998 | 1998—1999 | 1999—2000 |
| Зимние Олимпийские игры       |           | 6         |           |           |           |           |           |
| Чемпионаты мира               | 7         | 3         |           | 6         | 9         |           |           |
| Чемпионаты Европы             | 4         | 5         | 4         | 5         | 3         | WD        |           |
| Чемпионаты мира среди юниоров | 3         |           |           |           |           |           |           |
| Чемпионаты Германии           | 3         | 1         | 1         | 2         | 1         | 2         | 3         |
| Финалы чемпионской серии      |           |           |           |           | 2         |           |           |
| Nations Cup                   |           |           | 4         |           | 1         |           |           |
| NHK Trophy                    |           |           |           |           | 1         |           |           |

- WD = снялась с соревнований